# Black Benny
Black Benny Williams (New Orleans circa 1890 - aldaar, circa 1924) was een Amerikaanse drummer uit New Orleans, die heeft gespeeld met onder andere Kid Ory en Kid Rena. Louis Armstrong noemt hem in zijn autobiografie.
Williams groeide op in de 'zwarte' buurt Third Ward of New Orleans, ook wel bekend als The Battleground. Hij speelde in de Onward Brass Band, de Camelia Brass Band en de Tuxedo Brass Band, met leiders als Kid Ory, Kid Rena en Wooden Joe Nicholas. Black Benny heeft in zijn leven verschillende keren in de gevangenis gezeten. Hij schoot een keer een toeschouwer van een mars in Canal Street neer en zou zelf een keer zijn neergeschoten door een jaloerse vrouw. Naast het drummen was hij ook onder meer actief als prijsvechter.
Armstrong noemde hem als iemand die hem in zijn moeilijke jeugd heeft geholpen en ook Sidney Bechet noemt hem in zijn autobiografie. Tevens werd hij in zijn interviews met het Library of Congress genoemd door Jelly Roll Morton.